# Krzysztof Śmietanka
Krzysztof Wojciech Śmietanka – polski lekarz weterynarii, doktor habilitowany nauk weterynaryjnych.

## Kariera naukowa
W 2000 roku uzyskał tytuł lekarza weterynarii, który został nadany przez Uniwersytet Przyrodniczy w Lublinie. 
W 2007 roku na Państwowym Instytucie Weterynaryjnym – Państwowym Instytucie Badawczym uzysał stopień doktora nauk weterynaryjnych na podstawie rozprawy pt. Molekularna charakterystyka krajowych szczepów paramyksowirusów ptaków serotypu 1, której promotorem była Zenon Minta.
W 2014 roku na Państwowym Instytucie Weterynaryjnym – Państwowym Instytucie Badawczym uzyskał stopień doktora habilitowanego nauk weterynaryjnych w dyscyplinie weterynarii na podstawie pracy pt. Badania nad występowaniem, epidemiologią, patobiologiq grypy ptaków ze szczególnym uwzględnieniem zakażeń wirusem H5N1.
W 2000 roku został zatrudniony w Państwowym Instytucie Weterynaryjnym – Państwowym Instytucie Badawczym.